# 藤原季能
藤原 季能（ふじわら の すえよし）は、平安時代後期から鎌倉時代初期にかけての公卿・歌人。藤原北家末茂流、非参議・藤原俊盛の子。官位は正三位・兵部卿。

## 経歴
藤原顕季を祖とする六条藤家の出身。保元3年（1158年）従五位下に叙せられると、後白河法皇の院近臣として活動する一方で、父・俊盛の従妹である八条院にも親子で仕えており越前国・丹後国・遠江国・周防国・讃岐国・越後国の国司といった地方官を歴任する。
治承3年（1179年）に越前守に任じられるが、それ以前の越前は平重盛の長年の知行国であり重盛の従弟・通盛など平家の一族が越前守を務めていた。しかし重盛がこの年の7月29日に薨去した後に重盛の子・維盛に相続されていた知行国は院に没収され、越前守に院近臣の季能を据えたこの人事に平清盛が激怒し法皇を鳥羽殿に幽閉、その近臣一派を大量に解任した。その際には越前守の職を解かれている（治承三年の政変）。しかし翌治承4年（1180年）の5月14日に、清盛の意向をもって法皇の身柄を八条坊門南烏丸西の自邸に迎えており、平家側からも一定の信頼を得ていたことが伺われる。この背景には季能の室が平基盛（清盛の次男）の娘であったことが関係しており、対立を深める法皇と平家の両者の狭間において一種の潤滑油としての役割も負っていた。
治承・寿永の乱を経て平家が没落した後も、法皇の傍に親しく仕えて一定の地位を確保した。寿永2年（1183年）従三位に叙せられ公卿に列す。文治元年（1185年）に源頼朝の介入によって宮廷内の実権が藤原兼実らの親鎌倉派に移った後も、高階泰経・藤原隆房・藤原実教らと共に法皇側近派を組織して暗にこれに対抗したとされる。
建久4年（1193年）正三位。承元4年（1210年）出家。
藤原俊成を師として歌人としても活動しており、一女は俊成の次男・藤原定家に嫁いでいる。

## 系譜
- 父：藤原俊盛
- 母：源雅兼の娘
- 妻：平基盛の娘
  - 男子：藤原範実
- 生母不詳の子女
  - 次男：藤原長季（1187年 - ?）
  - 男子：藤原経季
  - 男子：藤原季輔
  - 男子：覚能[1]
  - 女子：藤原定家室